# Космос-100
Космос-100 — советский экспериментальный метеорологический спутник типа «Метеор» № 3, запущенный 17 декабря 1965 года в 2:24 UTC с космодрома Байконур ракетой-носителем «Восток-2М» 8А92М. Предназначался для отработки элементов конструкции спутников серии «Метеор».

## Первоначальные орбитальные данные спутника
- Перигей — 629 км
- Апогей — 656 км
- Период обращения вокруг Земли — 97,57 минуты
- Угол наклона плоскости орбиты к плоскости экватора Земли — 65°

## Сход с орбиты
Сошел с орбиты и прекратил своё существование 15 февраля 2002 года, сгорев в плотных слоях земной атмосферы. Вхождение в верхние слои атмосферы произошло в 17:09 UTC над точкой земной поверхности с координатами 2 градуса южной широты и 125 градусов восточной долготы. Срок существования космического объекта составила 13209 дней.